# Kutya-világkiállítás

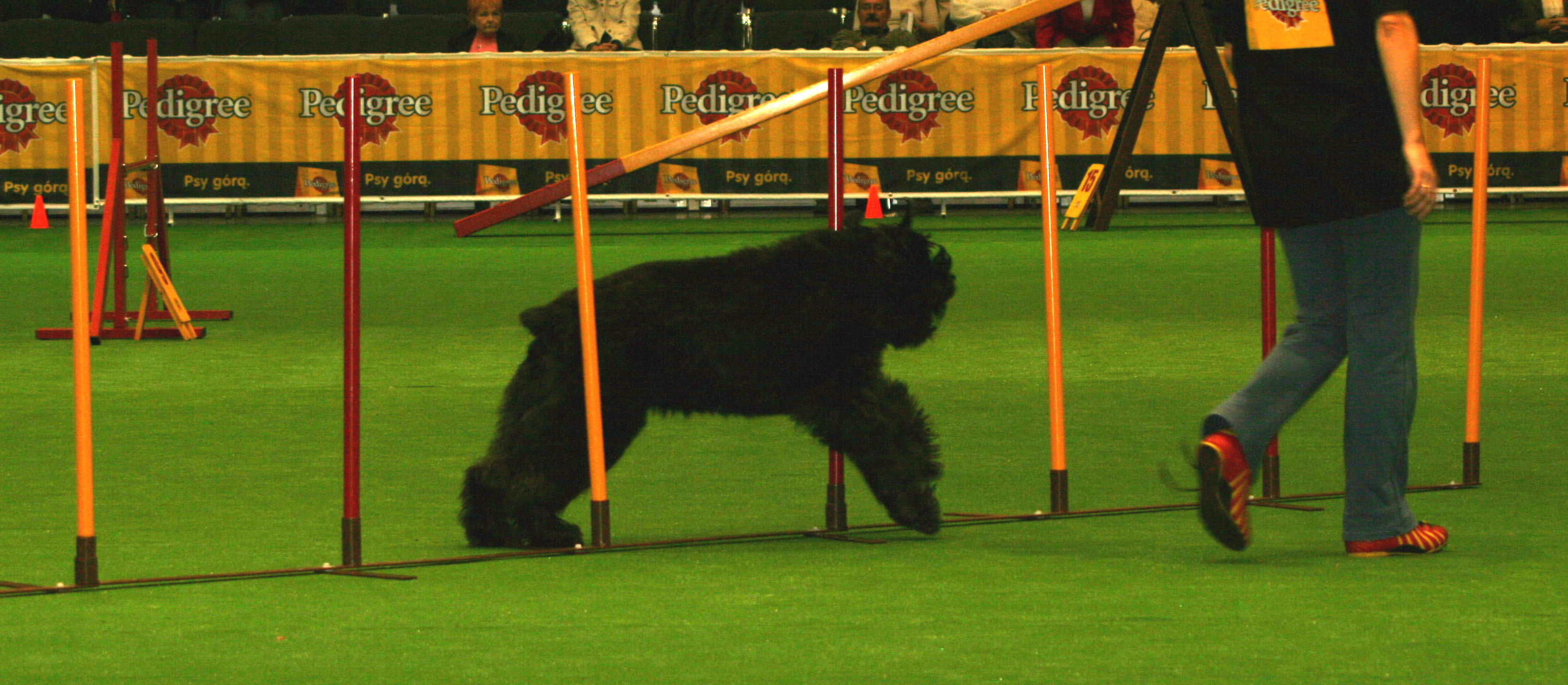
A Poznańban rendezett 2006-os kutya-világkiállítás egyik gyorsasági próbája

A kutya-világkiállítás (angolul: World Dog Show, rövidítve WDS) nemzetközi kutyakiállítás, amelyet a Nemzetközi Kinológiai Szövetség (franciául: Fédération Cynologique Internationale) támogatásával rendeznek meg minden évben 1971 óta. A világkiállítás többek között gyorsasági és engedelmességi próbákat, fiatal gondozói és szépségversenyeket, valamint egyéb eseményeket és bemutatókat foglal magába. Számos nemzetközi kutyabajnokság díjazását a világkiállításon tartják.

## Története
2013-ban a világkiállítást Budapesten rendezték meg május 16. és 19. között. A rendezvényre körülbelül hetven országból összesen mintegy tizennyolcezer kutyát neveztek be. A Magyar Ebtenyésztők Országos Egyesülete (MEOE) által szervezett eseményen a legnépszerűbb fajta az amerikai staffordshire terrier volt 420 nevezéssel, míg golden retrieverből 271-et neveztek, emellett a cane corso fajtából is sokan versenyeztek. A német juhászkutyák közül mindössze 44 versenyző volt. A magyar kutyafajták közül a rövidszőrű magyar vizsla fajtájából neveztek a legtöbbet – összesen 157-et –, míg erdélyi kopóból szerepeltek a legkevesebben – 61-en. Magyarországról összesen 3374, különböző fajtájú kutyát neveztek be. A legtöbb eseménynek a Hungexpo kiállítási központ adott helyet, az engedelmességi próbákat viszont a gödöllői Grassalkovich-kastélyban tartották meg. A legszebb versenyzőnek járó Best in Show díjat a Bottom Shaker My Secret nevű óangol juhászkutya nyerte el. Az akkor hatéves kutya tenyésztője Szetmár István, tulajdonosa Vörös Zsuzsanna olimpiai és világbajnok öttusázó, valamint Koroknai József. A díjat Varga Mihály magyar nemzetgazdasági miniszter adta át a kiállítás zárórendezvényén.

## A kiállítások listája
| #   | Év   | Dátum        | Város         | Ország       | Nevezők száma | Győztes neve            | Győztes fajtája    | Forrás                        |
| --- | ---- | ------------ | ------------- | ------------ | ------------- | ----------------------- | ------------------ | ----------------------------- |
| 1.  | 1971 | N/A          | Budapest      | Magyarország | N/A           | N/A                     | N/A                | [ 1 ] [ 2 ]                   |
| 2.  | 1972 | N/A          | Brazíliaváros | Brazília     | 732           | Donnar de Nordval       | német juhászkutya  | [ 6 ] [ 7 ]                   |
| 42. | 2013 | május 16–19. | Budapest      | Magyarország | 18 000        | Bottom Shaker My Secret | óangol juhászkutya | [ 1 ] [ 2 ] [ 3 ] [ 4 ] [ 5 ] |